# Пьетрагалла
Пьетрагалла (итал. Pietragalla) — коммуна в Италии, расположена в регионе Базиликата, подчиняется административному центру Потенца.
Население составляет 4532 человека, плотность населения составляет 70 чел./км². Занимает площадь 65 км². Почтовый индекс — 85016. Телефонный код — 0971.
Покровителем населённого пункта считается San Teodosio. Праздник ежегодно празднуется 10 мая.